# 4 mai
Pour les articles homonymes, voir Quatre-Mai.
4 avril 4 juin
Chronologies thématiques
- Croisades
- Ferroviaires
- Sports
- Disney
- Anarchisme
- Catholicisme

Abréviations / Voir aussi
- (° 1852) = né en 1852
- († 1885) = mort en 1885
- a.s. = calendrier julien
- n.s. = calendrier grégorien
- Calendrier
- Calendrier perpétuel
- Liste de calendriers
- Naissances du jour

Le 4 mai est le 124e jour, moins souvent le 125e, de l'année du calendrier grégorien ; il en reste ensuite 241.
Son équivalent était généralement le 15 floréal du calendrier républicain ou révolutionnaire français, officiellement dénommé jour du ver à soie (ou bombyx du mûrier).

## Événements

### XIVesiècle
- 1381 : ratification du traité de Guérande signé le 15 janvier de la même année entre le duché de Bretagne et le royaume de France.Bataille de Tewkesbury

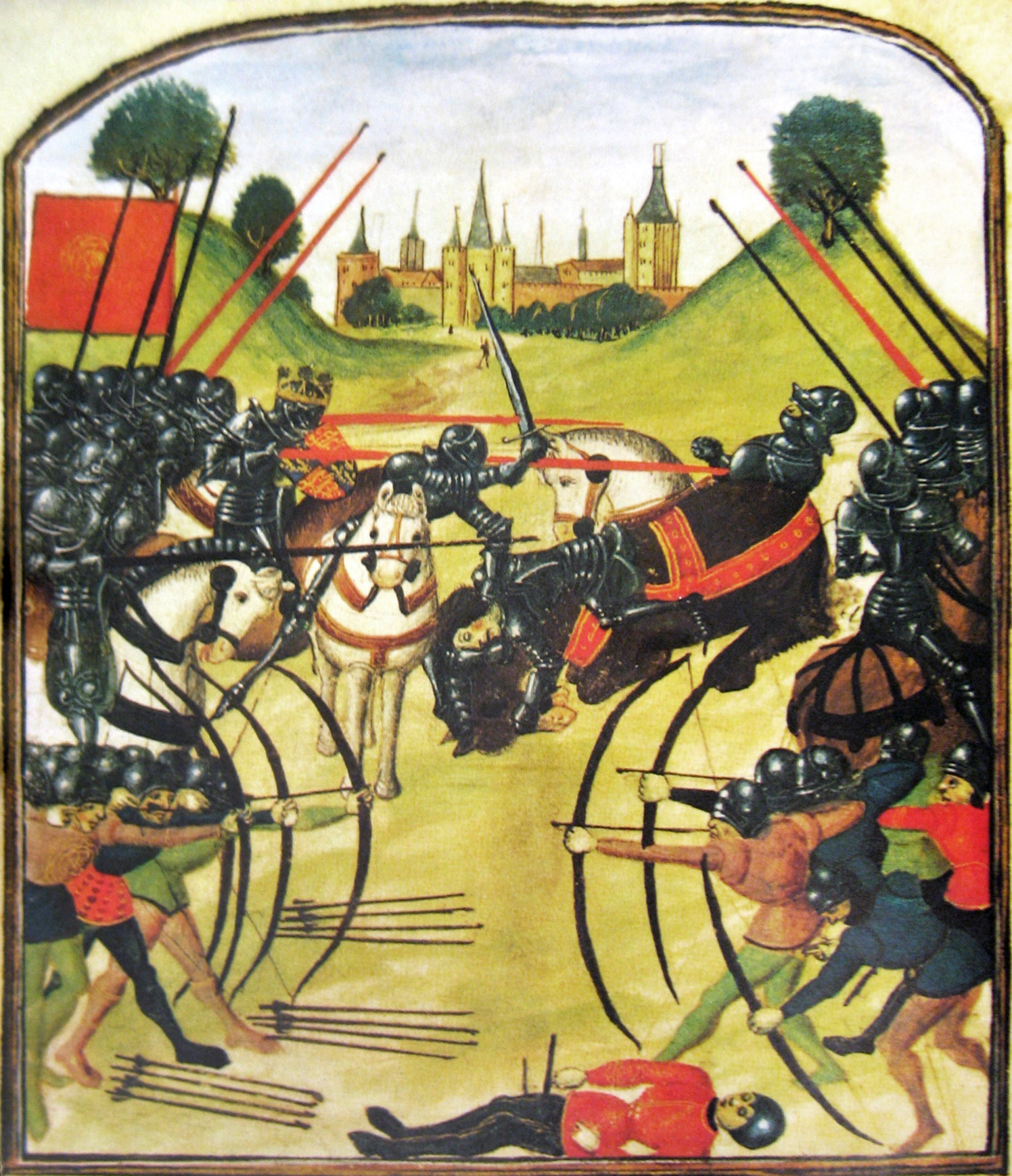
Bataille de Tewkesbury

### XVesiècle
- 1471 : bataille de Tewkesbury lors de la guerre des Deux-Roses.
- 1493 : le pape Alexandre VI promulgue la bulle Inter caetera, qui confirme le partage de toutes les terres à découvrir entre le Portugal et l'Espagne.

### XVIesiècle
- 1521 : des hommes de confiance de Frédéric III, duc-électeur de Saxe, enlèvent Martin Luther, pour le mettre à l'abri dans le Château de la Wartbourg.

### XVIIesiècle
- 1626 : Pierre Minuit, le nouveau gouverneur de La Nouvelle-Amsterdam, débarque sur l’île de Manhattan.

### XVIIIesiècle
- 1776 : indépendance de Rhode Island, qui devient la première colonie britannique de la Nouvelle-Angleterre (nord-est des actuels États-Unis), à renoncer à l'allégeance au roi anglais George III.
- 1793 : à Paris, en France, la Convention nationale promulgue la loi du Maximum.
- 1799 : le siège de Seringapatam met fin à la quatrième guerre de Mysore.

### XIXesiècle
- 1807 : traité de Finkenstein, conclu entre la Perse et la France au château de Finckenstein.
- 1814 :
  - Napoléon prend la tête de la principauté de l'île d'Elbe.
  - Le roi Ferdinand VII signe son premier décret royal, qui abolit la Constitution espagnole de 1812.Bataille de la baie de Hakodate

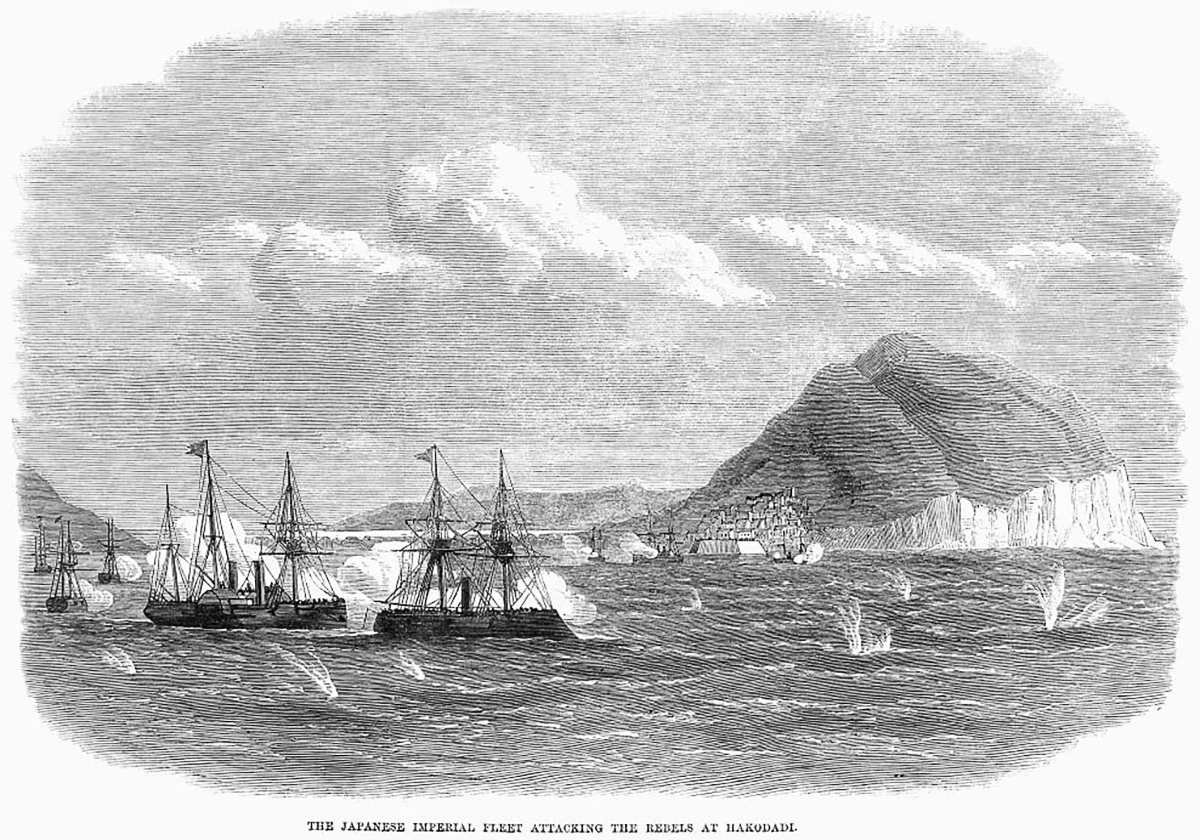
Bataille de la baie de Hakodate

- 1849 : l'insurrection de Dresde contraint le roi de Saxe Frédéric-Auguste II, et sa famille, à fuir leur capitale, pour se réfugier dans la forteresse de Königstein.
- 1855 : l'aventurier William Walker quitte San Francisco, pour tenter de conquérir plusieurs pays d'Amérique latine.
- 1869 : début de la bataille de la baie de Hakodate.
- 1886 : massacre de Haymarket Square aux États-Unis d'Amérique.

### XXesiècle
- 1907 : naissance de l’Union nationale des étudiants de France.
- 1910 : création du Service naval du Canada.
- 1911 : le Reichstag vote au sujet de la querelle Antiqua-Fraktur.
- 1912 : le général italien Giovanni Ameglio s'empare de l'île de Rhodes lors de la guerre italo-turque.
- 1919 : mouvement du 4 Mai à Pékin.
- 1926 : grève générale au Royaume-Uni.
- 1942 : la bataille de la mer de Corail oppose la marine impériale japonaise et les forces alliées des États-Unis et de l’Australie.
- 1945 :
  - libération du camp de concentration de Neuengamme.
  - Un détachement de la 2e division blindée du général Leclerc arrive à Berchtesgaden et investit le Berghof d'Hitler.
  - À la convention de Lunebourg, l'amiral Hans-Georg von Friedeburg signe la capitulation sans conditions des troupes allemandes du nord-ouest de l'Allemagne, des Pays-Bas et du Danemark.
- 1954 : au Paraguay, le général Alfredo Stroessner prend le pouvoir et instaure une dictature.Margaret Thatcher

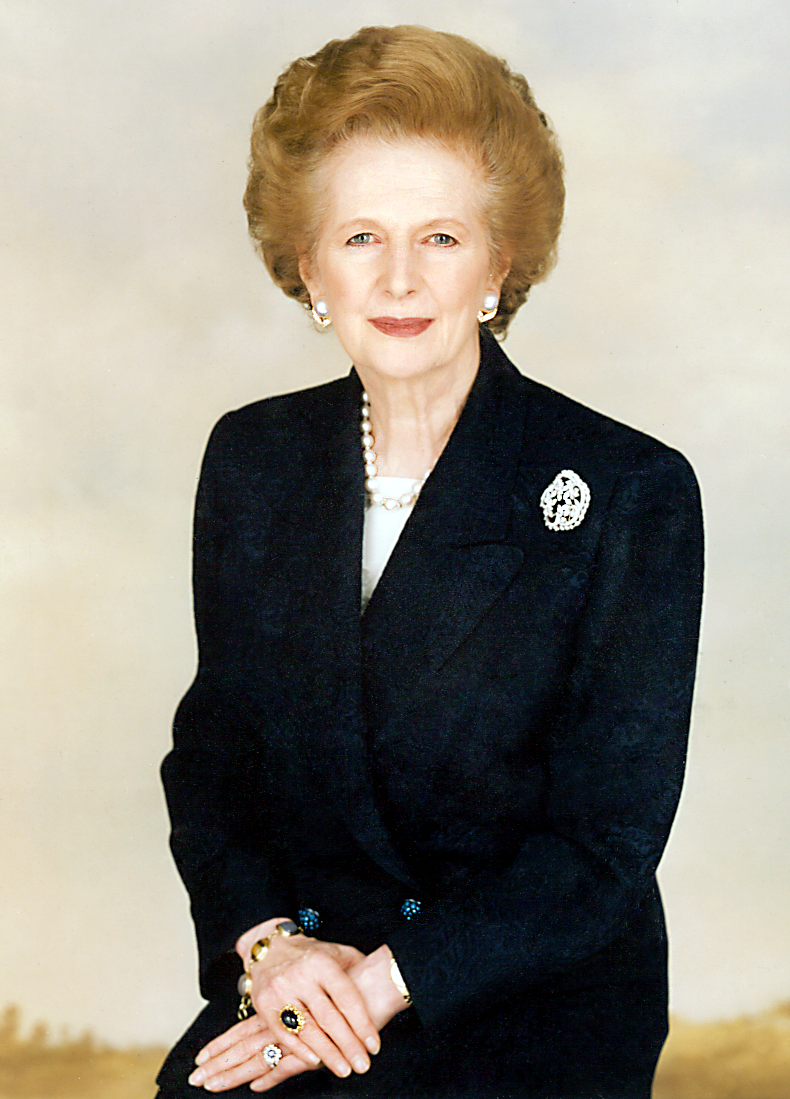
Margaret Thatcher

- 1979 : Margaret Thatcher devient la première femme Premier ministre du Royaume-Uni.
- 1989 : dans l'affaire Iran-Contra, Oliver North, lieutenant-colonel au Conseil de sécurité national de la Maison-Blanche, est jugé coupable au titre de trois chefs d’accusation mineurs.
- 1990 : la République socialiste soviétique de Lettonie proclame la restauration de son indépendance, après l'occupation soviétique.
- 1993 : entrée en vigueur de la constitution d'Andorre.
- 1994 : signature de l'« Accord du Caire », entre Yitzhak Rabin et Yasser Arafat, permettant une concrétisation du projet d'autonomie de Gaza et de Jéricho.
- 2000 : Ken Livingstone devient le premier maire de Londres en tant que candidat indépendant.

### XXIesiècle
- 2006 :
  - au Liban, le service militaire obligatoire est ramené de 12 à 6 mois.
  - proposition de constitution wallonne.
- 2009 : les maoïstes du Parti communiste unifié du Népal quittent le gouvernement.
- 2010 : Néstor Kirchner est nommé au poste de secrétaire général de l'Union des nations sud-américaines.
- 2014 :
  - capitulation à Homs des dernières forces rebelles, assiégées depuis deux ans dans la vieille ville.
  - lors de l’élection présidentielle au Panama, le vice-président sortant et candidat conservateur Juan Carlos Varela est élu.
- 2017 :
  - en Algérie, les partis du FLN et du RND conservent la majorité absolue à l'issue des élections législatives.
  - au Royaume-Uni, le Parti conservateur de Theresa May remporte les élections locales.
- 2019 : Rama X est couronné roi de Thaïlande au cours de cérémonies qui se prolongeront pendant trois jours[1].
- 2025 : en Roumanie, le candidat d'extrême droite George Simion et le libéral Nicușor Dan se qualifient pour le second tour de l' élection présidentielle[2].

## Arts, culture et religion
- 1415 : le concile de Constance condamne John Wyclif comme hérétique.
- 1515 : la bulle pontificale du pape Léon X Inter sollicitudines donne naissance à l'imprimatur.
- 1555 : publication des Prophéties de Nostradamus.
- 1864 : rencontre entre Richard Wagner et le roi Louis II de Bavière qui devient son mécène.
- 1927 : dépôt des statuts de l'Academy of Motion Picture Arts and Sciences en Californie.
- 1948 : adaptation du Cercle de craie caucasien au Carleton College de Northfield.
- 1953 : Ernest Hemingway reçoit le Prix Pulitzer pour Le Vieil Homme et la Mer.
- 1959 : première cérémonie des Grammy Awards[3] avec pour première chanson primée l'italienne "Volare".
- 1961 : le premier Freedom ride part de Washington, D.C.
- 1972 : élection de René de La Croix de Castries (dit le duc de Castries) à l’Académie française.
- 2010 : le tableau de Pablo Picasso Nu au plateau de sculpteur bat le record de l’œuvre d’art la plus chère jamais vendue aux enchères, adjugé(e) pour 106,4 millions de dollars chez Christie’s à New York.

## Sciences et techniques
- 1904 : reprise de la construction du canal de Panama par les Américains[4].
- 1924 : premier vol en circuit fermé d’un hélicoptère par Étienne Œhmichen.
- 1956 : début de l'opération Redwing, série de dix-sept essais nucléaires américains menés aux atolls de Bikini et d'Eniwetok.
- 1976 : lancement du satellite LAGEOS-1 par une fusée Delta depuis Cap Canaveral.
- 1986 : incident nucléaire à la centrale nucléaire THTR-300 en Allemagne.
- 2000 : le virus informatique I love you attaque les internautes du monde entier.
- 2002 : lancement du satellite Aqua par une fusée Boeing Delta II depuis la base aérienne de Vandenberg.

## Économie et société
- 1871 : premier match de baseball organisé par la nouvelle ligue professionnelle National Association of Professional Base Ball Players.
- 1897 : incendie du Bazar de la Charité à Paris 8è, où la duchesse d'Alençon, ainsi que nombre de dames de la noblesse et de la haute bourgeoisie, essentiellement françaises, trouvent la mort (bilan total d'environ cent vingt morts dont ci-après). Ce fait divers tragique inspirera à Gaston Leroux Le Fantôme de l'Opéra.
- 1904 : Charles Rolls et Henry Royce se rencontrent dans un hôtel de Manchester, ils vont s'associer et fusionner, formant la compagnie Rolls-Royce.
- 1932 : après sa condamnation à 17 années de prison pour évasion fiscale, Al Capone commence sa détention à la prison d’État d’Atlanta.
- 1949 : toute l'équipe de football du Torino Football Club est tuée lors du crash de l'avion Fiat G212 sur la colline de Superga, dans les environs de Turin.
- 1970 : la fusillade de l'université d'État de Kent fait quatre morts, dans l'Ohio (États-Unis d'Amérique).
- 1972 : le mouvement Don't Make a Wave Committee change de nom, et devient la Greenpeace Foundation.
- 1974 : une expédition féminine japonaise gagne le sommet du Manaslu, devenant ainsi les premières femmes à réaliser une ascension d'un 8 000 mètres.
- 1975 : l'alpiniste japonaise Junko Tabei, alors en pleine ascension de l'Everest, dont elle sera la première femme à atteindre le sommet le 16 mai, est ensevelie sous une avalanche.
- 1976 : première édition du quotidien El País, parue lors de la transition démocratique espagnole.
- 1988 : Accident industriel de l'usine PEPCON.
- 1998 : Theodore Kaczynski, surnommé « Unabomber », est condamné à la prison à perpétuité sans possibilité de liberté conditionnelle.
- 2009 : massacre pendant une noce dans le village kurde de Bilge (en).
- 2016 : la Banque centrale européenne met fin aux émissions du billet de 500 euros.

## Naissances

### XIesiècle

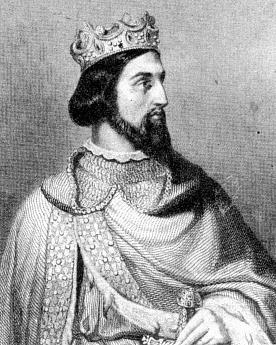
Le roi Henri Ier des Francs

- 1008 : Henri Ier, roi des Francs au 3e ou 4e plus long règne de l'Histoire de France après Louis XIV, Louis XV voire Charlemagne et Louis Ier, de 1031 à sa mort († 4 août 1060).

### XVIIesiècle
- 1649 : Chhatrasal, Raja de Pannâ († 1731)
- 1654 : Kangxi, empereur chinois († 22 décembre 1722).
- 1655 : Bartolomeo Cristofori, facteur d’instruments italien, inventeur du premier piano († 27 janvier 1731).
- 1677 : Françoise-Marie de Bourbon, princesse française, fille naturelle de Louis XIV († 1er février 1749).

### XVIIIesiècle
- 1733 : Jean-Charles de Borda, mathématicien, physicien, politologue et marin français († 19 février 1799).
- 1752 : John Brooks, gouverneur du Massachusetts († 1er mars 1825).
- 1770 : François Gérard, peintre français († 11 janvier 1837).

### XIXesiècle
- 1810 : Alexandre Colonna Walewski, homme politique franco-polonais († 27 septembre 1868).
- 1819 : Florian Miładowski, compositeur polonais († 8 juillet 1889).
- 1822 : Charles-Eugène Boucher de Boucherville, homme politique canadien († 10 septembre 1915).
- 1825 :
  - Thomas Henry Huxley, biologiste, paléontologue et philosophe britannique († 29 juin 1895).
  - Augustus Le Plongeon, photographe, antiquaire et archéologue anglo-américain († 13 décembre 1908)
- 1826 : Frederic Edwin Church, peintre américain († 7 avril 1900).
- 1856 : Ernest Dagonet, sculpteur français († 30 juillet 1926).
- 1861 : Charles Alluaud, explorateur et entomologiste français († 12 décembre 1949).
- 1880 : Bruno Taut, architecte, urbaniste et auteur allemand († 24 décembre 1938).
- 1881 : Alexandre Kerenski, homme politique russe († 11 juin 1970).
- 1883 : Wang Jingwei, homme politique chinois († 10 novembre 1944).
- 1889 : Francis Spellman, prélat américain († 2 décembre 1967).
- 1895 : René Mayer, homme politique français († 13 décembre 1972).

### XXesiècle
- 1903 : Mario Lusiani, coureur cycliste italien, champion olympique en 1928 († 3 septembre 1964).
- 1904 : Oum Kalthoum, cantatrice et actrice égyptienne († 3 février 1975).
- 1906 : Louis Le Bastard, officier, compagnon de la Libération († 23 janvier 1945).
- 1907 :
  - Henri Helmer, joueur de rugby français († 27 août 1991).
  - Lincoln Kirstein, écrivain, imprésario et philanthrope américain († 5 janvier 1996).
  - Maxence Van der Meersch, écrivain français († 14 janvier 1951).
- 1913 : Agnelo Rossi, prélat brésilien († 21 mai 1995).
- 1914 : 
  - Jean Lalonde, chanteur québécois († 6 juin 1991).
  - Emmanuel Roblès, écrivain français († 22 février 1995).
- 1918 : Kakuei Tanaka, premier ministre japonais († 6 décembre 1993).
- 1919 : Margaret Durrell, protagoniste de la "Trilogie de Corfou" de Gerald Durrell († 16 janvier 2007).
- 1921 : Edo Murtić, peintre croate († 2 janvier 2005).
- 1922 : Paul-Émile Charbonneau, évêque québécois († 21 mai 2014).
- 1925 : Thérèse Cadorette, actrice québécoise († 13 mars 2007).
- 1926 : Roland Leroy, homme politique français († 25 février 2019).
- 1927 : Jacques Lanzmann, écrivain et parolier français († 21 juin 2006).
- 1928 :
  - Maynard Ferguson, trompettiste et chef d’orchestre de jazz canadien († 23 août 2006).
  - Hosni Moubarak, chef d'État égyptien de 1981 à 2011 († 25 février 2020).
- 1929 :
  - Manuel Contreras, militaire et chef du service de renseignement chilien († 7 août 2015).
  - Roland Giguère, poète et peintre québécois († 17 août 2003).
  - Audrey Hepburn, actrice britannique († 20 janvier 1993).
- 1930 :
  - Katherine Jackson (née Katherine Esther Screws), personnalité américaine mère d'une fratrie de neuf enfants, dont Michael Jackson et Janet Jackson.
  - Roberta Peters, soprano colorature américaine († 18 janvier 2017).
- 1932 : Jacques Lacoursière, auteur et historien québécois († 1er juin 2021).
- 1935 : 
  - Henri Dorion, géographe et professeur québécois.
  - Med Hondo (Mohamed Abid dit), réalisateur, acteur et doubleur vocal français († 2 mars 2019).
- 1936 : El Cordobés (Manuel Benítez Pérez dit), matador espagnol.
- 1937 : 
  - Ron Carter, contrebassiste et violoncelliste américain de jazz et de musique classique.
  - Wim Verstappen, réalisateur néerlandais († 24 juillet 2004).
- 1938 : Tyrone Davis, chanteur soul américain († 9 février 2005).
- 1939 :
  - Pierre Méhaignerie, homme politique français et breton, ministre de la Justice de 1993 à 1997, longtemps élu local à Vitré aux marches de Bretagne.
  - Amos Oz, écrivain israélien († 28 décembre 2018).
  - Léon Rochefort, hockeyeur professionnel québécois.
- 1940 : 
  - Robin Cook, auteur américain de thrillers médicaux.
  - Mohamed Mazouni, chanteur algérien.
  - Teddy Palmer, chanteur allemand († 14 janvier 2014).
- 1944 :
  - Gilles Berolatti, escrimeur français champion olympique.
  - Dave (Wouter Otto Levenbach dit), chanteur néerlandais d'expression surtout francophone.
  - Peggy Santiglia (en), chanteuse américaine du groupe The Angels (en).
- 1945 : Michel Daigle, acteur québécois († 15 janvier 2015).
- 1946 :
  - Yves Lecoq, humoriste et imitateur français.
  - Enrico Oldoini, scénariste et réalisateur italien.
- 1947 : John Bosley (en), homme politique canadien.
- 1948 : George Tupou V, roi des Tonga de 2006 à 2012 († 18 mars 2012).
- 1949 : 
  - Laura duPont, joueuse de tennis américaine († 20 février 2002).
  - Graham Swift, écrivain britannique.
- 1951 :
  - Jackie Jackson, chanteur et musicien américain du quintette fratrie The Jackson Five.
  - Gérard Jugnot, acteur et réalisateur français issu de la joyeuse troupe du Splendid.
  - Mick Mars (Bob Alan Deal dit), guitariste principal du groupe Mötley Crüe.
- 1953 : Nina Gopova, kayakiste soviétique, championne olympique.
- 1954 :
  - Marilyn Martin (en), chanteuse américaine.
  - Valentina Sidorova, escrimeuse russe, championne olympique et du monde († 9 juin 2021).
  - Pia Zadora, chanteuse américaine.
- 1956 :
  - Michael L. Gernhardt, astronaute américain.
  - Sharon Jones, chanteuse de musique soul américaine († 18 novembre 2016).
  - Ulrike Meyfarth, athlète allemande, double championne olympique en saut en hauteur.
  - Ken Oberkfell (en), joueur de baseball américain.
- 1957 : Kathy Kreiner, skieuse alpine canadienne.
- 1958 : 
  - Keith Haring, artiste américain († 16 février 1990).
  - José van der Ploeg, skipper espagnol, champion olympique.
- 1959 :
  - Randy Travis, chanteur country américain.
  - Bob Tway (en), golfeur américain.
- 1960 :
  - Werner Faymann, homme d'État autrichien.
  - Miguel Rossetto, homme politique et syndicaliste brésilien.
- 1961 : Luis Herrera, cycliste colombien.
- 1964 : Rocco Siffredi, acteur pornographique italien.
- 1966 : Sheila O'Connor, actrice française.
- 1968 : 
  - Éric Vuillard, écrivain, cinéaste et scénariste français lauréat du prix Goncourt en 2017.
  - Francesca Bortolozzi-Borella, fleurettiste italienne, double championne olympique.
- 1969 : Zhuang Xiaoyan, judokate chinoise, championne olympique.
- 1970 : Dawn Staley, joueuse et entraîneuse de basket-ball américaine, triple championne olympique.
- 1972 : Mike Dirnt, musicien américain, bassiste du groupe Green Day.
- 1973 :
  - Matthew Barnaby, joueur de hockey sur glace canadien.
  - John Madden, hockeyeur sur glace canadien.
- 1974 : Mathieu Gourdain, escrimeur français spécialiste du sabre, vice-champion olympique.
- 1975 : Catherine Trudeau, actrice québécoise.
- 1976 : Miko (Michael Simeoni dit), animateur français.
- 1978 : Nouman Ali Khan, prédicateur pakistano-américain.
- 1979 :
  - Lance Bass, bassiste américain du boys-band NSYNC.
  - Pauline Croze, chanteuse française.
- 1980 :
  - Joe van Niekerk, joueur de rugby sud-africain.
  - Andrew Raycroft, joueur de hockey sur glace canadien.
- 1981 : 
  - Julien Decroix dit Soan, chanteur français.
  - Alexandr Kolobnev, coureur cycliste russe.
  - Franco Fagioli, contreténor argention.
- 1982 :
  - Markus Rogan, nageur autrichien.
  - Dewarick Spencer, basketteur américain.
  - Judith Pardo, biologiste et paléontologue chilienne.
- 1983 :
  - Vincent Mendy, basketteur français.
  - Derek Roy, joueur de hockey sur glace canadien.
- 1984 :
  - Orange Cassidy (James Cipperly dit), catcheur américain.
- 1986 :
  - Devan Dubnyk, hockeyeur sur glace canadien.
  - Scott Spedding, joueur de rugby français.
- 1987 :
  - Cesc Fàbregas, footballeur espagnol.
  - Jorge Lorenzo, pilote moto espagnol.
  - Anjeza Shahini, chanteuse albanaise.
  - Rémi Deval, humoriste et comédien français issu d'un duo Les Décaféinés.
- 1988 : Radja Nainggolan, footballeur belge d'origine indonésienne.
- 1989 :
  - Freddie Fox, acteur anglais.
  - Pius Heinz, joueur de poker allemand.
  - Seidou N'Joya, basketteur franco-camerounais.
  - James Van Riemsdyk, hockeyeur américain.
- 1992 : Ashley Rickards, actrice américaine
- 1994 :
  - Pauline Ducruet, fille de la Princesse Stéphanie de Monaco, 16è successible au trône de Monaco.
  - Alexander Gould, acteur américain.
- 1995 : Bérenger Anceaux, acteur français.
- 1998 : Rex Orange County (Alexander O’Connor dit), chanteur britannique.

### XXIesiècle
- 2009 : Henrik de Danemark, prince danois et comte français.
- 2020 : XÆ A-XII Musk, fils du milliardaire sud-africain Elon Musk[5].

## Décès

### VIIIesiècle
- 783 : Aribon de Freising, clerc franc (° 723).

### XIesiècle
- 1003 : Hermann II de Souabe(° inconnue)

### XVesiècle
- 1436 : Engelbrekt Engelbrektsson, homme d'État suédois, régent du royaume de Suède en 1435 et 1436 (° vers 1390).
- 1471 : Édouard de Westminster, prince de Galles (° 13 octobre 1453).

### XVIesiècle
- 1519 : Laurent II de Médicis (° 12 septembre 1492).
- 1566 : Luca Ghini, botaniste italien (° 1490).
- 1591 : François de Coligny, chef de guerre huguenot français (° 1557).

### XVIIesiècle
- 1605 :
  - Ulisse Aldrovandi, scientifique italien (° 11 septembre 1522).
  - Jean Nicot, diplomate français (ou 10 mai 1604, ° 1530).

### XVIIIesiècle
- 1713 : Stefano Maria Legnani, peintre italien (° 16 avril 1661).
- 1729 : Louis-Antoine de Noailles, prélat français (° 27 mai 1651).
- 1774 : Antoine-Ulrich de Brunswick-Wolfenbüttel, duc de Brunswick-Lunebourg (° 28 août 1714).
- 1776 : Jacques Saly, peintre et sculpteur français (° 20 juin 1717).

### XIXesiècle

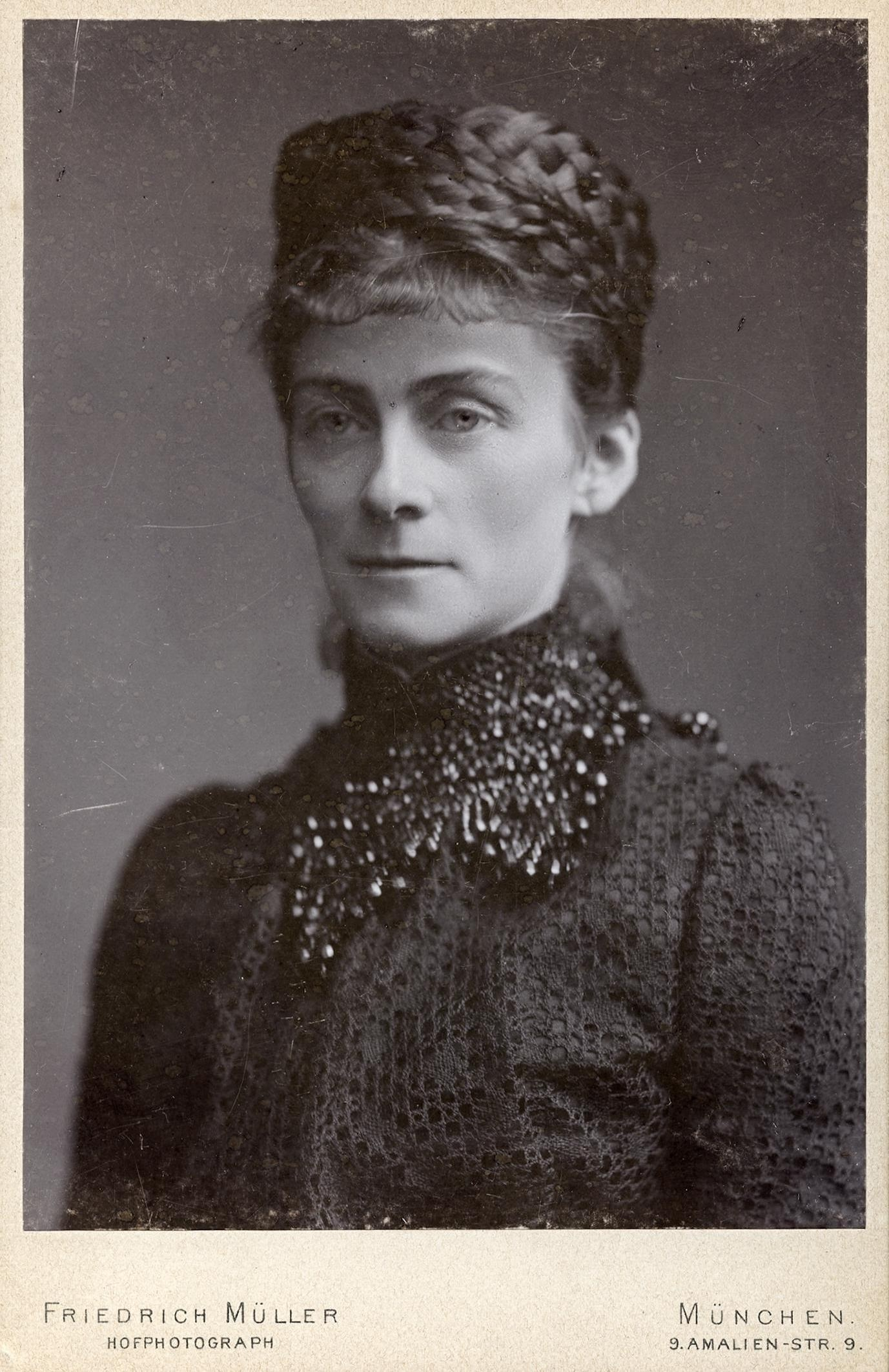
S.A.R. la duchesse d'Alençon

- 1801 : André Noël, cuisinier français (° 1726).
- 1811 : Nikolaï Kamenski, général russe (° 27 décembre 1776).
- 1824 : Joseph Joubert, moraliste et essayiste français (° 7 mai 1754).
- 1826 : Sebastián Kindelán y O'Regan, gouverneur colonial de Cuba (° 30 décembre 1757).
- 1858 : Aimé Bonpland, botaniste et explorateur français (° 22 août 1773).
- 1859 : Joseph Diez Gergonne, mathématicien français (° 19 juin 1771).
- 1874 : Marie-Aimée de Jésus, carmélite française et écrivain (° 14 janvier 1839).
- 1886 : Jean-François Jamot, évêque canadien (° 23 juin 1828).
- 1897 : les 126 victimes de l'incendie du Bazar de la Charité (118 femmes, 6 enfants et 6 hommes ?), parmi lesquels :
  - Edmée Braun, belle-fille du suivant (° 1864).
  - Camille Moreau-Nélaton, artiste peintre français (° 17 août 1840).
  - Gustave-Joseph Munier, général français (° 2 juin 1828).
  - Sophie-Charlotte en Bavière, duchesse d'Alençon (° 23 février 1847).

### XXesiècle
- 1901 : John Jones Ross, homme politique québécois (° 16 août 1831).
- 1912 : Nettie Stevens, généticienne américaine (° 7 juillet 1861).
- 1916 : Hector-Irénée Sevin, prélat français (° 22 mars 1852).
- 1938 :
  - Jigorō Kanō, fondateur du judo (° 28 octobre 1860).
  - Carl von Ossietzky, journaliste et écrivain allemand, prix Nobel de la paix en 1935 (° 3 octobre 1889).
- 1950 : William Rose Benét, poète et éditeur américain (° 2 février 1886).
- 1955 : 
  - Louis Charles Breguet, entrepreneur français (° 2 janvier 1880).
  - Georges Enesco, compositeur roumain (° 19 août 1881).
- 1959 : Georges Grente, prélat et académicien français (° 5 mai 1872).
- 1968 : Louis Boucoiran, haut fonctionnaire français (° 23 février 1886).
- 1972 : Edward Calvin Kendall, savant américain, prix Nobel de médecine en 1972 (° 8 mars 1886).
- 1973 : Amédée Mercier, homme politique français, député et maire dans l'Ain (01) (° 2 décembre 1890).
- 1976 : Henri Bosco, écrivain français (° 16 novembre 1888).
- 1978 : Henri Curiel, militant communiste égyptien (° 13 septembre 1914).
- 1980 : Josip Broz Tito, chef d'État yougoslave de 1945 à 1980 (° 7 mai 1892).
- 1984 : Diana Dors, actrice anglaise (° 23 octobre 1931).
- 1987 : Paul Butterfield, musicien de blues américain (° 17 décembre 1942).
- 1989 :
  - Jean-Marie Tjibaou, homme politique franco-kanak (° 30 janvier 1936).
  - Yeiwéné Yeiwéné, son bras droit assassiné en même temps (° 1945).
- 1992 : Henri Guillemin, historien et polémiste français (° 19 mars 1903).
- 1996 :
  - Jean Crépin, militaire français et Compagnon de la Libération (° 1er septembre 1908).
  - Mohamed Hardi, homme politique algérien (° 16 mars 1943).
- 1997 :
  - Wijayananda Dahanayake, homme politique sri-lankais (° 22 octobre 1902).
  - Alvy Moore, acteur et producteur américain (° 5 décembre 1921).
- 1998 :
  - Alois Estermann, militaire suisse (° 29 octobre 1954).
  - Tommy McCook, saxophoniste et flûtiste jamaïcain (° 3 mars 1927).
- 1999 : Wilfried Geeroms, athlète de sprint belge (° 14 juillet 1941).

### XXIesiècle
- 2001 :
  - Rudi Strahl, dramaturge, romancier et parolier allemand (° 14 septembre 1931).
  - Arne Sucksdorff, réalisateur, scénariste, photographe et monteur suédois (° 3 février 1917).
- 2002 :
  - François Adam, cycliste sur route belge (° 24 septembre 1911).
  - Eucher Corbeil, syndicaliste canadien (° 24 mai 1912).
- 2003 : Arthur Oldham, compositeur et chef de chœur britannique (° 6 septembre 1926).
- 2005 :
  - David Hackworth, militaire américain (° 11 novembre 1930).
  - Oral Roberts, télévangéliste, méthodiste américain (° 24 janvier 1918).
  - René Samzun, footballeur français (° 5 septembre 1924).
  - Luis Taruc, militant et homme politique philippin (° 21 juin 1913).
- 2008 : Lucien Jeunesse, acteur, chanteur et animateur de radio français (° 24 août 1918).
- 2009 : Dom DeLuise, acteur, producteur et réalisateur américain (° 1er août 1933).
- 2011 : Mary Murphy, actrice américaine (° 26 janvier 1931).
- 2012 : Adam Yauch, musicien et rappeur américain (° 5 août 1964).
- 2015 : Eva Aeppli, peintre et sculptrice suisse (° 2 mai 1925).
- 2016 : Jean-Baptiste Bagaza, homme d’État burundais, président du Burundi de 1976 à 1987 (° 26 août 1946).
- 2017 :
  - William Baumol, économiste américain (° 26 février 1922)
  - Victor Lanoux, acteur français (° 18 juin 1936).
  - Timo Mäkinen, pilote de rallyes finlandais (° 18 mars 1938).
  - Ruwen Ogien, philosophe libertaire français (° 24 décembre 1947 ?).
- 2020 : 
  - Michael McClure, poète américain (° 20 octobre 1932).
  - Don Shula, joueur et entraîneur américain de la National Football League (NFL) (° 4 janvier 1930).
- 2021 : Julião Sarmento, artiste plasticien portugais (° 4 novembre 1948).
- 2024 :
  - Ignacio Bayón, homme politique, haut fonctionnaire et entrepreneur espagnol (° 14 février 1944).
  - Guy Deutscher, physicien expérimental israélien (° 19 mars 1936).
  - Dagoberto Fontes, footballeur international uruguayen (° 5 mai 1943).
  - Jūrō Kara, acteur, dramaturge et écrivain japonais (° 11 février 1940).
  - Corrado Pellanera, basketteur puis entraîneur italien (° 12 mars 1938).
- 2025 :
  - André Foucher, coureur cycliste français (° 2 octobre 1933).
  - André Gounelle, pasteur français, théologien et professeur émérite français (° 9 mai 1933).
  - David Karako, footballeur israélien (° 11 février 1945).
  - Jochen Mass, pilote automobile allemand (° 30 septembre 1946).
  - Roger Meï, homme politique français (° 3 mai 1935).
  - Pétros Molyviátis, homme politique grec (° 12 juin 1928).
  - Rafael Rullán, basketteur espagnol (° 8 janvier 1952).

## Célébrations

### Internationales
- Journée internationale des pompiers décidée le 4 janvier 1999 du décès de cinq pompiers lors d'un feu de forêt en Australie et fixée le jour de la Saint-Florian autre patron des pompiers (avec sainte-Barbe / Barbara les 4 décembre).
- Journée Star Wars qui provient du jeu de mots anglais May the 4th / fourth (Mai le 4è) qui ressemble à May the force be with you - que la force soit avec toi, phrase emblématique des jedis de Star Wars).

### Nationales
- Afghanistan : jour du Souvenir en l'honneur de la mémoire des martyrs et des handicapés[6].
- Chine : fête de la Jeunesse (青年节) décrétée en 1949 pour commémorer le mouvement du 4 Mai, manifestation nationaliste étudiante menée en 1919 contre les Japonais et les Occidentaux, avant le 4 juin 1989 de répression brutale envers cette même jeunesse par le régime communiste à Pékin place Tien-Anmen.
- États-Unis :
  - journée de l'oiseau (en) pour sensibiliser à la conservation des espèces.
  - Independance day / fête de l'indépendance de Rhode Island[7].
- Japon : kokumin no kyûjitsu (repos national).
- Lettonie (Union européenne à zone euro) : journée de la déclaration restituant l’indépendance de la République de Lettonie (lv).
- Namibie (Union africaine) : journée de Cassinga (en) commémorant le massacre de Cassinga (en) en 1978.
- Pays-Bas (Union européenne à zone euro) : journée nationale du Souvenir.
- Taïwan : litterary day[8] (文藝節) ou fête de la littérature commémorant le mouvement du 4 Mai, manifestation nationaliste étudiante menée en 1919 contre les Japonais et les Occidentaux.
- Tonga : anniversaire du couronnement du Prince[9].

### Saints des Églises chrétiennes

#### Saints des Églises catholiques et orthodoxes
Référencés ci-après in fine, :
- Æthelred de Mercie († 716), roi saxon de Mercie qui déposa sa couronne pour se faire moine.
- Albian d'Albée († 304), évêque, martyr près d'Éphèse.
- Antoine de Touraine († VIe siècle), fondateur de l'abbaye de Saint-Julien puis ermite à Saint-Antoine-du-Rocher.
- Antonine de Nicée († 304), martyre à Nicée.
- Benoît († VIe siècle), 1er évêque d'Isernia.
- Curcodème († IIIe siècle), diacre martyr à Auxerre.
- Enéour († IVe siècle), ermite à Plonéour-Lanvern.
- Florian de Lorch († 304), ancien officier romain retiré à Cetium, martyr à Lorsch en Carinthie.
- Girons d'Hagetmau († 304), évangélisateur de la Novempopulanie, martyr à Hagetmau par des Vandales.
- Jacques de Bergame († 380), diacre martyr à Bergame par les ariens.
- Lupin († IXe siècle), chanoine de la cathédrale de Carcassonne.
- Macaire († Ve siècle), évêque disciple de saint Martin de Tours (des 11 novembre).
- Maculphe de Senlis († 584), 15e évêque.
- Marcoul de Coutances († 558), moine.
- Nicéphore († 813), fondateur d'un monastère sur l'Uludağ (mont Olympe de Bithynie).
- Pélagie de Tarse († IIIe siècle) martyre.
- Sylvain de Gaza († 311), évêque de Gaza, martyr condamné aux mines avec quarante autres chrétiens.
- Titien de Lodi († 477), 4e évêque de Lodi.

#### Saints et bienheureux des Églises catholiques
Référencés ci-après in fine :
- Gautier de Pontoise († 1099), moine.
- Jean-Martin Moyë († 1793), bienheureux prêtre français fondateur des sœurs de la Divine Providence.
- Jean Houghton, Robert Lawrence et Augustin Webster († 1535), religieux prieurs chartreux anglais martyrs à Tyburn.
- Ladislas de Gielniów († 1505), bienheureux religieux franciscain observant polonais.
- Marie Léonie Paradis († 1912), bienheureuse religieuse canadienne.
- Michel Giedrojć († 1485), bienheureux religieux polonais chanoine régulier de Notre Dame de Metro à Cracovie.
- Richard Reynolds († 1535), brigittin et Jean Haile, prêtre, martyrs à Tyburn.
- Salvador Victor Emilio Moscoso Cárdenas († 1897), bienheureux religieux jésuite martyr.

#### Saints orthodoxes
aux dates parfois juliennes / orientales, outre les saints œcuméniques voire pré-schismatiques ci-avant... 

### Prénoms du jour
Bonne fête aux Sylvain, et ses autres formes masculines : Sauvan et Silvain ; et féminines : Sauvane, Sauvanne, Silvaine, Sylvaine, Sylvane, Sylvanie, Silvana, Silviana, Silvania ; cf. Sylvie etc. les 5 novembre, Sylvestre et variantes les 31 décembre.
Et bonne fête aussi :
- éventuellement aux Afra, Afre,
- aux Antonina, Antonine, etc.
- Eneour et son variant breton Enémour,
- Florian et ses variantes : Floriant, Florien, Florient, Florimond(e), Floryan ; et leurs formes féminines : Floriana, Floriane, Florianne et Floryane (voir 24 novembre les Flora, 1er décembre des Florence etc.).

## Traditions et superstitions

### Dictons
Période des saints cavaliers antérieurs aux saints de glace propices de même à des dictons météorologiques empiriques tels que :
- « À la Saint-Antonin, les amoureux se prennent la main. »
- « C'est à la Saint-Antonin, que vend son vin le malin. »
- « Le lendemain de la Sainte-Croix (anciennement le 3 mai, aujourd'hui les 14 septembre), si le temps est serein, Dieu nous donne l’année particulièrement bonne. Mais si le temps est pluvieux, nous aurons l’an infructueux. »[13]

### Astrologie
- Signe du zodiaque : 14e jour du signe astrologique du Taureau.

## Toponymie
- Les noms de plusieurs voies, places, sites ou édifices de pays ou régions francophones contiennent cette date sous diverses graphies : voir Quatre-Mai .